# Pseudochloroptila symonsi
Pseudochloroptila symonsi là một loài chim trong họ Fringillidae.